# كريس موني
كريس موني (بالإنجليزية: Chris Mooney)‏ هو صحفي أمريكي، ولد في 20 سبتمبر 1977 في ميسا في الولايات المتحدة.